# Aspidistra spinula
Aspidistra spinula là một loài thực vật có hoa trong họ Măng tây. Loài này được S.Z.He mô tả khoa học đầu tiên năm 2002.